# Cocodril de l'Orinoco
El cocodril de l'Orinoco (Crocodylus intermedius) és una espècie de rèptil de la família Crocodylidae.

## Morfologia
El mascle pot assolir 5 m de llargària i 380 kg de pes, mentre que la femella fa 3,2 m i 200 kg. El musell és relativament llarg i estret (similar a Crocodylus cataphractus). La coloració més comuna és de color canyella amb taques fosques disperses. En captivitat s'ha observat que la seua pell pot canviar de color durant llargs períodes, la qual cosa és deguda a la quantitat de melanina que hi és present. Nombre de dents: 68.

## Ecologia
Es troba al nord d'Amèrica del Sud: Grenada i la conca del riu Orinoco a Colòmbia i Veneçuela.
Antigament, ocupava una gran varietat d'hàbitats (des de les selves tropicals fins als rierols dels contraforts dels Andes) però, actualment, només ocupa Los Llanos i els rius adjacents.
Un niu en forma de forat és excavat entre gener i febrer i la femella hi pon entre 15 i 70 ous (normalment, al voltant de 40), els quals patiran, en el pitjor dels casos, la depredació de llangardaixos i voltors. Els ous es desclouen 70 dies després de la posta (més o menys, a l'inici de l'estació de les pluges) i les cries seran protegides per llurs mares durant 1-3 anys.

Els exemplars joves mengen peixos petits i invertebrats, mentre que els adults es nodreixen de molt vertebrats aquàtics (incloent-hi peixos) i animals terrestres que s'atansen a la vora de l'aigua.

Pot arribar a viure entre 70 i 80 anys.

S'amaga, durant l'estació seca, en caus fets per ell mateix.

Fou caçat, per a aconseguir-ne la pell, fins a gairebé l'extinció des de la dècada de 1930 fins a la de 1960. Avui hom creu que hi ha entre 250 i 1.500 individus en el seu hàbitat natural. La caça furtiva (per la carn i, també, per les dents, ja que es creu que tenen propietats medicinals), la destrucció de l'hàbitat, la recollida d'ous i d'exemplars joves, i la competència amb el caiman comú (Caiman crocodilus) continuen essent les seues principals amenaces.